# 星表
星表（せいひょう、star catalogue ）は恒星目録ともいい、恒星の位置や等級、スペクトル型、視差といった値や特性を記載した天体カタログである。現代の天文学では、恒星はいずれかの星表の番号で表される。長年にわたって様々な目的のために多くの星表が編纂されてきたが、以下では代表的なものについて取り上げる。現在使われている星表のほとんどは電子フォーマットで入手可能で、アメリカ航空宇宙局 (NASA) の Astronomical Data Center などからダウンロードできる（外部リンク参照）。

## 歴史上の星表
ヒッパルコスの星表（紀元前2世紀）

著書が現存しないため正確なところは不明だが、46星座を設定したとされる。また、紀元前300年頃に書かれたティモカリスやアリステュロスらの星表と自分の実際の観測結果を比較して春分点の移動（歳差）を発見したとされる。
プトレマイオスの星表（2世紀、『アルマゲスト』第7巻と第8巻）

アレクサンドリアで観測できる1,020余りの星を挙げている。『アルマゲスト』はヨーロッパやアラブ世界で千年以上にわたって標準の星表として用いられた。この星表は、ほぼ完全にヒッパルコスの観測に基づいているとされている。
中国の星表（3世紀?）
殷の巫咸、あるいは斉（楚とする説もあり）の甘徳と魏の石申が星表を作ったとされており（現在では後漢時代に成立したものであり、三氏の名前は権威付けのために使われたと考えられている）、のちに呉の陳卓がそれらを整理してまとめたものが長く用いられた。
アッ・スーフィーの星表（10世紀）

ウルグ・ベクの星表（15世紀）

コペルニクスの星表（16世紀）

ティコ・ブラーエの星表（16世紀?）

ハレーの南天星表（1679年）

ヘヴェリウスの星表（17世紀）

後添字：H.
ベヴィスの星表（1750年）

ボーデの星表（18 - 19世紀）

後添字：B.
ピアッツィの星表（18 - 19世紀、『パレルモ星表』）

ハイスの星表（19世紀）

後添字：H'.
グールドの星表（19世紀）

後添字：G.
ヘッセン方伯の星表

テオドルスとデ・ハウトマンの星表

## 古典的な星表
バイエルの全天恒星図（1603年、『ウラノメトリア』）

添字：基本的に無記入
恒星をギリシア文字（あるいはラテン文字）とその恒星が位置する星座名の属格とを組み合わせた名称で表記した。例として α Centauri（α Cen）や γ Cygni（γ Cyg）などとなる。日本語では「ケンタウルス座α星」「はくちょう座γ星」などと表記する。
比較的明るい恒星の名前として現代でも用いられている。
大英星表（1720年代 "Stellarum Inerrantium Catalogus Britannicus" ）

前添字：Fl.、基本的に無記入
バイエル名と同様に星座名の属格を用いるが、ギリシア文字の代わりに数字を使う。これは前記フラムスティードの星表の序列を示したもので、フラムスティード自身が番号を振ったわけではない。例として、61 Cygni や 47 Ursae Majoris などとなる。日本語では「はくちょう座61番星」「おおぐま座47番星」となる。
ラカーユの南天星表（1756年 / 1847年）

前添字：Lacaille, Lac, L
南半球の掃天星表。
ラカーユの死後、彼が観測した恒星すべてのカタログがフランシス・ベイリーによって編纂されている。
ラランドの星表（1801年 / 1847年）

前添字：Lalande, Ll
パリから観測可能な約9等までの恒星が収録されている星表で、何度かの改訂を経ているが、1801年に出版されたラランドの著書 Histoire celeste francaise に付属している最終版では約47,000個の恒星が収録されている。ラランドの死後、フランシス・ベイリーによって更に改訂されており、現代でも太陽近傍の恒星などの一部はこのベイリー版でのラランド番号で呼ばれている。
ストルーヴェの星表（1827年、『ドルパト星表』）

前添字：Struve, Σ
BAC 星表（1845年）

## 全天星表
バイエルとフラムスティードが星表に収録した恒星は二人合わせても数千個に過ぎなかった。理屈の上では全天星表は空の全ての恒星を網羅しようとするものだが、実際の空には文字通り、星の数ほど恒星が存在し、望遠鏡を使えば数十億個もの星を分解することができるので、全てを載せるのは不可能である。よって一般の全天星表はある決まった等級よりも明るい恒星全てを収録することを目指して作られる。
主な全天星表とその略称は以下の通りである。

### ヘンリー・ドレイパーカタログ (HD / HDE)
『ヘンリー・ドレイパーカタログ』 (Henry Draper Catalogue) は1918年から1924年にかけて発行された星表である。約9-10等までの全天の恒星をカバーしている。恒星のスペクトル型を大規模にサーベイ観測して収録した初めての試みであった。
この星表はハーバード大学天文台のエドワード・ピッカリングの指示の下で、アニー・ジャンプ・キャノンとその同僚によって編纂された。このプロジェクトはヘンリー・ドレイパーの未亡人から資金の寄付を受けたため、その功績を称えて完成した星表に彼の名前が付けられた。
HD 番号はバイエル符号やフラムスティード番号を持たない恒星の名前として今日でも広く使われている。1 - 225300 までの番号は初版に収録された恒星で、1900.0 年分点での赤経順に番号が付けられている。225301 - 359083 までは1949年の増補版に収録されている恒星である。この増補版の恒星の番号には HDE の符号を付けることがあるが、通常は混同の恐れがないので初版と同様に HD xxxxxx と呼ばれる。

### スミソニアン天文台星表 (SAO星表)
『スミソニアン天文台星表』は全天の写真星表（全天の写真を撮影し、それに写っているすべての恒星のデータを記録した星表）で、約9等までの恒星を網羅している。略号はSAO。Sky Catalogue 2000.0 は自身のカタログ番号を持たないが、『ヘンリー・ドレイパーカタログ』と『SAO星表』のカタログ番号が併記されている。
最新版での元期は J2000.0 である。『SAO星表』は『ヘンリー・ドレイパーカタログ』の情報に加えて、各恒星の固有運動を載せている。最新版には『ヘンリー・ドレイパーカタログ』と BD 星表（後述）との相互参照が付いている。

### 掃天星表 (DM)
『ボン掃天星表』 (Bonner Durchmusterung) およびこの後継の一連の掃天星表は、写真時代以前の星表としては最も完全なものである。
『ボン掃天星表』自体は1852年から1859年にかけて、ドイツで発表され、この星表は320,000個の恒星の1855.0年分点での位置を網羅しており、後に南天掃天星表 Sudliche Durchmusterung を増補、さらにコルドバでの観測を元に『コルドバ掃天星表』（Córdoba Durchmusterung (CD)、580,000星）を増補し、最終的には1896年の『ケープ写真掃天星表』 Cape Photographic Durchmusterung (CPD) も含めて編纂され全天を網羅した。
天文学者は恒星を表す際に、スペクトルの情報が載っている HD での番号を好んで使う傾向があるが、掃天星表は HD よりも多くの恒星をカバーしているため、HD に載っていない恒星の場合にはより古い掃天星表での名前を用いることがある。

### AC 星表 (AC)
『アストログラフィック・カタログ』 (仏：Catalogue astrographique, 英：Astrographic Catalogue) は、写真撮影によって11.0等よりも明るい全ての恒星の位置を測定しようとする国際プログラム Carte du Ciel の一環として作られた。全体で460万個以上、13等級までの恒星の多くが観測対象となった。このプロジェクトは1800年代の終わりに始まり、観測は1891年から1950年まで行われた。少数の機関に負担を集中させることなく全天の観測を行うため、全天を赤緯帯に沿って20の天文台で分担した。各天文台は共通の望遠鏡を使ってそれぞれ担当の天域を撮影し、写真乾板上で恒星の位置を測定した。このため、各々の写真乾板は全て約60秒角/mmの同じスケールで統一された。アメリカ海軍天文台がカタログの管理を行い、現在では 2000年2月版が発行されている。

### USNO-B1.0
USNO-B1.0 はアメリカ海軍天文台の研究者によって作られた全天星表で、延べ3,643,201,733個の観測データに基づき、恒星の位置、固有運動、様々な波長帯での等級、恒星／銀河の評価値が 1,042,618,261 個の天体について提供されている。元データは過去50年間に行われた様々な全天サーベイ観測で撮影されたシュミット式望遠鏡の乾板 7,435 枚をスキャンして使っている。USNO-B1.0 は全天について、V 等級が21等までの恒星を完全に網羅し、J2000.0 分点で位置測定精度 0.2秒角以内、5色の波長帯での測光精度 0.3等級以内、恒星と非恒星天体の判別精度 85% 以上の質を持っているとされている。

## 目的別の星表
特殊目的用の星表は全ての恒星を網羅する代わりに、変光星や太陽近傍星といった特定の種類の星に注目して編纂された星表である。

### ADS
ロバート・グラント・エイトケンの二重星カタログ (Aitken's double star catalogue)
New general catalogue of double stars within 120 deg of the North Pole (1932, R. G. Aitken).
この星表は赤緯 -30°より北の天域にある17,180個の二重星を収録している。

### 輝星星表 (BS, BSC, HR)
『輝星星表』は1930年に初版が発行され、『ハーバード改訂光度カタログ』 (Harvard Revised Photometry Catalogue：HR) に掲載されている実視等級 6.5 等より明るい恒星の情報を収録している。略号はHR。この星表には恒星の座標、固有運動、測光データ、スペクトル型、主なカタログ番号などの情報が掲載されている。肉眼で見られる恒星をほぼ全て含むため、アマチュアが星座早見盤やプラネタリウムを作る際の元データとして手軽に使える。最新バージョンは第5版（電子フォーマット）で、印刷版として発行された輝星星表の最終バージョンは1982年に発行された改訂第4版である。

### グリーゼ近傍恒星カタログ (GJ, Gliese, Gl)
『グリーゼ・カタログ』（後に『グリーゼ－ヤーライス・カタログ』とも呼ばれる）は地球から20パーセク以内の近距離の恒星全てを網羅する星表である（後の版では25パーセクまでカバーされている）。『グリーゼ・カタログ』での番号が 1.0 - 965.0 までは、第2版：
Catalogue of Nearby Stars (1969, W. Gliese).
に収録されている恒星である。整数番号を持つ恒星が初版に収録され、小数点の番号を持つ恒星が第2版で追加された新しい恒星であると思われる。この第2版で追加された星表を CNS2 という略称で呼ぶが、恒星の番号にはこの略称は使われない。
9001 - 9850 までの恒星は、補遺：
Extension of the Gliese catalogue (1970, R. Woolley, E. A. Epps, M. J. Penston and S. B. Pocock).
で収録された恒星である。
また、1000 - 1294 と 2001 - 2159 までの恒星は、補遺：
Nearby Star Data Published 1969–1978 (1979, W. Gliese and H. Jahreiss).
に含まれる恒星である。1000 - 1294 までの恒星は近傍星だが、2001 - 2159 までの恒星は近傍星であるかどうか疑わしい恒星であることを示している。
3001 - 4388 までの恒星は、
Preliminary Version of the Third Catalogue of Nearby Stars (1991, W. Gliese and H. Jahreiss).
に含まれる恒星である。この版は "preliminary"（予備版）と名乗っているが、2001年9月時点でまだ正式版は発行されておらず、このカタログが CNS3 と呼ばれている。このカタログには合計 3,803 星が収録されている。これらの恒星のほとんどには既に GJ 番号が付いているが、番号が付いていない星も1,388個（と太陽）が含まれている。これらの星にも何らかの名前を付ける必要があるため、現在ではこのカタログのデータファイルでは通常、これらの星には 3001 - 4388 の番号が付けられている。この非公式な GJ 番号を持つ星の例として、太陽系外惑星を持つ恒星として知られる GJ 3021 がある。

### GCTP
『一般三角視差星表』General Catalogue of Trigonometric Parallaxes (GCTP) は1952年に初版が発行され、後に New GCTP に取って代わられた。約9,000個の恒星を収録している。『グリーゼ・カタログ』とは異なり、この星表では太陽からの距離によってデータを限定せず、過去に視差が測定された全ての恒星を収録している。この星表では1900年分点での位置、永年変化、固有運動、平均絶対視差とその標準誤差、視差観測の個数、複数の異なる観測値についての信頼度、実視等級、他の星表との相互参照などの項目が含まれている。また補足情報として、UBV 測光データ、MK スペクトル分類、変光星や二重星であるかどうか、軌道情報など、データの信頼性を評価する助けとなる情報も含まれる。
William F. van Altena, John Truen-liang Lee and Ellen Dorrit Hoffleit, Yale University Observatory, 1995.

### ヒッパルコス星表 (HIP)
ヒッパルコス星表 (Hipparcos Catalogue) は ESA の位置天文衛星 Hipparcos によって1989年から1993年まで集められたデータを元に編集された。この星表は1997年6月に発行され、118,218星が収録されている。この星表は特に、過去の地上観測から得られたよりもはるかに高精度の視差の測定値を含んでいるのが特徴である。

### 固有運動カタログ
太陽近傍の恒星を検出する時によく使われる方法として、他と比べて大きな固有運動を持っている恒星を探すという方法がある。このような大きな固有運動を持つ恒星の星表はたくさん存在するが、ここではそのうちのいくつかを挙げる。ロスとウォルフの星表はこの分野のはしりとなるものである。
Ross, Frank Elmore, New Proper Motion Stars, eleven successive lists, Astrophysical Journal, Vol. 36 to 48, 1925-1939
Wolf, Max, "Katalog von 1053 starker bewegten Fixsternen", Veroff. d. Badischen Sternwarte zu Heidelberg (Konigstuhl), Bd. 7, No. 10, 1919; and numerous lists in Astron. Nachr. 209 to 236, 1919-1929
後にウィレム・ヤコブ・ルイテンが一連の固有運動カタログを編纂している。
L - Luyten, Proper motion stars and White dwarfs
Luyten, W. J., Proper Motion Survey with the forty-eight inch Schmidt Telescope, University of Minnesota, 1941 (General Catalogue of the Bruce Proper-Motion Survey)
LFT - Luyten Five-Tenths catalogue
Luyten, W. J., A Catalog of 1849 Stars with Proper Motion exceeding 0.5" annually, Lund Press, Minneapolis (Mn), 1955 ()
LHS - Luyten Half-Second Catalogue
Luyten, W. J., Catalogue of stars with proper motions exceeding 0"5 annually, University of Minnesota, 1979 ()
LTT - Luyten Two-Tenths catalogue
Luyten, W. J., Catalogue of stars with proper motions exceeding 0"2 annually, Univ. of Minnesota, 1980 ()
LP - Luyten Palomar proper-motion catalogue
Luyten, W. J., Proper Motion Survey with the 48 inch Schmidt Telescope, University of Minnesota, 1963-1981
ルイテンの仕事はヘンリー・リー・ギクラスに受け継がれ、彼もいくつかのカタログを出版している。ギクラスの星表はGの後に番号を付ける。
Giclas, H. L., et al., Lowell Proper Motion Survey, Lowell Observatory Bulletins, 1971-1979 ()

## その他の星表
- ヴィソツキーの星表 (Spectral Surveys of K and M Dwarfs, Vys)
アレクサンドル・ヴィソツキー (en:Alexander N. Vyssotsky) によって編集された、K型およびM型赤色矮星のカタログ。
- 光世紀星表
日本のSF作家で工学博士の石原藤夫が編集した、太陽系を中心とする直径100光年（1光世紀）以内にある恒星の表。